# Escadron électronique aéroporté 1/54 Dunkerque
Escadron électronique aéroporté 1/54 Dunkerque je peruť Francouzského letectva určená pro vedení elektronického boje a průzkumu vybavená letouny C-160G Gabriel. Původně vznikla v roce 1964 jako samostatná letka a do 1. září 2011 byla dislokovaná na základně BA 28 v Metz-Frescaty, a poté byla přeložena na základnu BA 105 Évreux-Fauville. Od 27. srpna 2015 je přičleněna k reaktivované 64. transportní eskadře (64e Escadre de transport).

## Označení

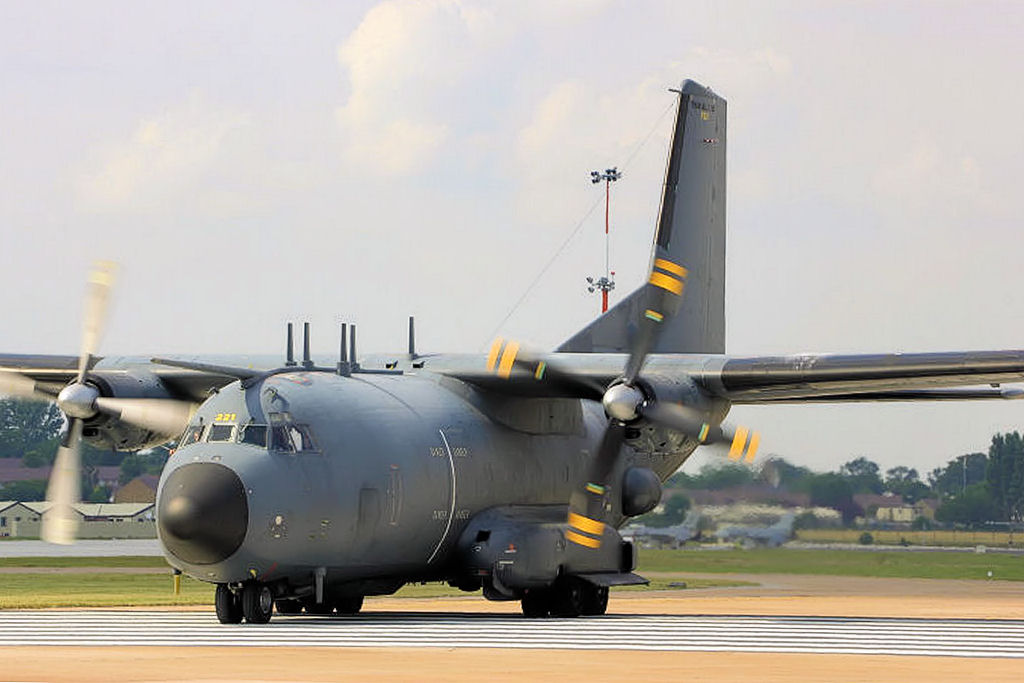
C-160G na RIAT v roce 2005

- 1964: Escadrille électronique 00.054
- 1985: Escadron électronique 00.054
- 1988: Escadron électronique 01.054
- 2006: Escadron électronique aéroporté 11.054
- září 2009: Escadron électronique aéroporté 00.054

## Vybavení
Peruť byla původně vybavena osmi stroji Nord 2501 Gabriel, varianty zavedené do služby v říjnu 1962 a vyřazené 5. října 1989.
V červenci 1989 byl Nord Gabriel nahrazen typem Transall C-160G Gabriel, jenž v současnosti u jednotky slouží pouze v počtu dvou exemplářů. Ty mají být do roku 2025 nahrazeny trojicí letounů Dassault Falcon Epicure.